# Дітмар Константіні
Дітмар Константіні (нім. Dietmar Constantini; 30 травня 1955, Інсбрук, Австрія — 18 грудня 2024) — австрійський футболіст, що грав на позиції захисника, півзахисника. По завершенні ігрової кар'єри — тренер.
Виступав, зокрема, за клуби «Ваккер» (Інсбрук) та «Вінер Шпорт-Клуб».
Чемпіон Австрії. Володар кубка Австрії.

## Ігрова кар'єра
У дорослому футболі дебютував 1975 року виступами за команду клубу «Ваккер» (Інсбрук), в якій провів чотири сезони, взявши участь у 78 матчах чемпіонату.
Протягом 1979—1980 років захищав кольори команди клубу ЛАСК (Лінц).
Своєю грою за останню команду привернув увагу представників тренерського штабу клубу «СПГ Інсбрук», до складу якого приєднався 1980 року. Відіграв за Відіграв за наступний сезон своєї ігрової кар'єри.
Протягом 1981—1982 років захищав кольори команди клубу «Кавала».
1982 року уклав контракт з клубом «Уніон Велс», у складі якого провів наступні два роки своєї кар'єри гравця.
З 1984 року один сезон захищав кольори команди клубу «Фаворитнер». Більшість часу, проведеного у складі У складі, був основним гравцем команди.
1986 року перейшов до клубу «Вінер Шпорт-Клуб», за який відіграв 1 сезон. Завершив професійну кар'єру футболіста виступами за команду «Вінер Шпорт-Клуб» у 1987 році.

## Кар'єра тренера
Розпочав тренерську кар'єру одразу по завершенні кар'єри гравця, 1987 року, увійшовши до тренерського штабу аравійського клубу «Аль-Іттіхад».
1991 року став головним тренером молодіжної збірної Австрії, яку тренував один рік.
Згодом протягом 1991—1992 років очолював тренерський штаб збірної Австрії. Частину з цього періоду, протягом 1992 року, був помічником головного тренера. Протягом 2 років, починаючи з 1993, був головним тренером команди «Адміра-Ваккер».
1995 року був запрошений керівництвом клубу «Тіроль» очолити його команду, з якою пропрацював до 1997 року. З 1997 і по 1998 рік очолював тренерський штаб команди «Майнц 05».
2001 року став головним тренером команди «Аустрія» (Відень), тренував віденську команду один рік. Згодом протягом 2008—2008 років очолював тренерський штаб клубу «Аустрія» (Відень).
Протягом тренерської кар'єри також очолював команди клубів ЛАСК (Лінц), «Каринтія» та «Пашинг», а також входив до тренерських штабів клубів «Рапід» (Відень) та Австрія.
Наразі останнім місцем тренерської роботи була збірна Австрія, головним тренером якої Дітмар Константіні був з 2009 по 2011 рік.

## Досягнення
- Чемпіон Австрії:

«Ваккер» (Інсбрук): 1976–1977
- Володар кубка Австрії:

«Ваккер» (Інсбрук): 1977–1978